# Nikola Bilyk
Nikola Bilyk (Tunisz, 1996. november 28. –) ukrán származású osztrák válogatott kézilabdázó.

## Pályafutása

### Klubcsapatokban
2012-ben kezdte pályafutását a Handballclub Fivers Margareten csapatában. Első szezonját követően az év újoncának választották. A 2013-14-es szezonban a játékvezető sértegetése miatt több mérkőzésre is eltiltották. Összesen négy idényt töltött a csapatnál, utolsó szezonjában osztrák bajnok lett.
2015 februárjában a THW Kiel bejelentette szerződtetését, Bilyk pedig 2016 nyarán csatlakozott a német rekordbajnokhoz. 2019-ben EHF-kupát nyert a csapattal.

### A válogatottban
Részt vett a 2012-es és 2014-es ifjúsági Európa-bajnokságon, az osztrák válogatott mindkét tornán a 6. helyen végzett. A 2014-es tornán 55 góllal gólkirály lett és őt választották az Európa-bajnokság legjobb játékosának is.
Az osztrák felnőtt válogatottban 2014 márciusában mutatkozott be, 17 évesen. A 2015-ös férfi kézilabda-világbajnokságon hat találkozón tízszer volt eredményes. Szerepelt a 2018-as Európa- és a 2019-es világbajnokságon.

## Család
Édesapja, Szerhij Bilyk szintén profi kézilabdázó volt, 2016-ban fejezte be pályafutását. Ausztriában együtt játszott a Handballclub Fivers Margareten csapatában fiával és légióskodott Tunéziában, az Espérance Sportive de Tunisban, ekkor született Nikola is.

## Sikerei, díjai
THW Kiel
- Német Kupa-győztes: 2017, 2019
- EHF-kupa-győztes: 2019

Handballclub Fivers Margareten
- Osztrák bajnok: 2016
- Osztrák kupagyőztes: 2013, 2015, 2016
- Az év újonca: 2013

## Statisztikája a német Bundesligában
| Szezon    | Csapat   | Pályára lépés | Összes gól | Gól hétméteresből | Akciógól |
| --------- | -------- | ------------- | ---------- | ----------------- | -------- |
| 2016–17   | THW Kiel | 33            | 121        | 8                 | 113      |
| 2017–18   | THW Kiel | 31            | 088        | 0                 | 088      |
| 2018–19   | THW Kiel | 31            | 091        | 0                 | 091      |
| 2016–2019 | Összesen | 95            | 300        | 8                 | 292      |